# Serpent Sermon
Serpent Sermon dvanaesti je studijski album švedskog black metal-sastava Marduk. Diskografska kuća Century Media Records objavila ga je 5. lipnja 2012.

## Popis pjesama
Tekstovi i glazba: Marduk. 
| 1.    | »Serpent Sermon«                      | 4:38 |
| 2.    | »Messianic Pestilence«                | 2:50 |
| 3.    | »Souls for Belial«                    | 4:47 |
| 4.    | »Into Second Death«                   | 5:11 |
| 5.    | »Temple of Decay«                     | 5:25 |
| 6.    | »Damnation's Gold«                    | 6:48 |
| 7.    | »Hail Mary (Piss-Soaked Genuflexion)« | 3:27 |
| 8.    | »M.A.M.M.O.N.«                        | 3:30 |
| 9.    | »Gospel of the Worm«                  | 2:37 |
| 10.   | »World of Blades«                     | 7:09 |
| 46:22 |                                       |      |

## Zasluge
Marduk
- Morgan – gitara
- Devo – bas-gitara, produkcija, tonska obrada
- Mortuus – vokali
- Lars – bubnjevi

Ostalo osoblje
- Holy Poison Design – naslovnica albuma